# Onyabor Precious Monye
Onyabor Precious Monye (Aba, 1974. december 22. –) egykori nigériai válogatott labdarúgó.

## Mérkőzései a nigériai válogatottban
| #  | Dátum               | Ellenfél   | Eredmény | Kiírás              | Esemény    |
| -- | ------------------- | ---------- | -------- | ------------------- | ---------- |
| 1. | 1992. augusztus 16. | Szudán     | 0 – 0    | ANK-selejtező       | becserélve |
| 2. | 1992. augusztus 29. | Uganda     | 2 – 0    | ANK-selejtező       |            |
| 3. | 1992. október 10.   | Dél-Afrika | 4 – 0    | Vb-selejtező        |            |
| 4. | 1992. december 20.  | Kongó      | 1 – 0    | Vb-selejtező        | 52'        |
| 5. | 1993. február 27.   | Kongó      | 2 – 0    | Vb-selejtező        |            |
| 6. | 1994. április 17.   | Kolumbia   | 0 – 1    | barátságos mérkőzés |            |

## Sikerei, díjai
Újpest FC:
- Magyar labdarúgókupa: 1997-98

Birkirkara FC:
- Máltai labdarúgó-bajnokság (első osztály): 2005-06
- Máltai labdarúgókupa: 2005

## Fordítás
- Ez a szócikk részben vagy egészben  a   Precious Monye Onyabor című olasz Wikipédia-szócikk fordításán alapul.  Az eredeti cikk szerkesztőit annak laptörténete sorolja fel. Ez a jelzés csupán a megfogalmazás eredetét és a szerzői jogokat jelzi, nem szolgál a cikkben szereplő információk forrásmegjelöléseként.